# Osvald Závodský
Osvald Závodský (* 27. Oktober 1910 in Svinov; † 19. März 1954 in Prag, hingerichtet) war ein tschechoslowakischer Kommunist und Spanienkämpfer, später Chef der Geheimpolizei SNB. Im Zuge der stalinistischen Säuberungen am Anfang der 1950er Jahre fiel er in Ungnade und wurde als deren letztes prominentes Opfer zum Tod verurteilt und noch nach Stalins Tod hingerichtet.

## Leben
Er besuchte die fünfjährige Volksschule, dann vier Jahre die Unterstufe des Gymnasiums und anschließend 2 Klassen Handelsschule.
Im Oktober 1937 ging er mit anderen tschechoslowakischen Kommunisten nach Spanien und schloss sich dort im Spanischen Bürgerkrieg den Internationalen Brigaden an. Nach dem Fall von Katalonien überquerte er im Februar 1939 die Grenze nach Frankreich. Unmittelbar darauf wurde im März 1939 von Nazideutschland die Rest-Tschechei besetzt, weshalb er in Frankreich blieb und dort für die tschechoslowakische Exil-Gesandtschaft arbeitete. Nach der Niederlage Frankreichs ging Závodský in den Untergrund und beteiligte sich bei der französischen Résistance. Im Dezember 1942 wurde er verhaftet und ins Konzentrationslager Mauthausen gebracht, wo er im Nebenlager Gusen als Zwangsarbeiter eingesetzt wurde. Er überlebte bis zur Befreiung des KZ durch amerikanische Truppen im Mai 1945.
Im August 1945 kehrte er in die Tschechoslowakei zurück und beteiligte sich an der schrittweisen Machtübernahme der Kommunisten. Am 2. November 1948 trat er in die Geheimpolizei SNB (Sbor národní bezpečnosti – Nationales Sicherheitskorps) ein und wurde 1949 Oberst des Staatssicherheitsdienstes StB. Im März 1950, nach dem Selbstmordversuch von Jindřich Veselý, wurde er Chef des gesamten Polizeiapparats (SNB). Der StB wurde jedoch kurz darauf nach Vorbild des sowjetischen MGB abgespalten und in eine eigenständige Behörde umgewandelt.
In dieser Zeit begann eine Phase der Verfolgung von Gegnern in den eigenen kommunistischen Reihen. Durch den Bruch des jugoslawischen Staatschef Tito mit der Sowjetunion befürchtete Stalin den Abfall weiterer Satellitenstaaten und sah die Parteiapparate von bourgeoisen Elementen, Trotzkisten, Zionisten und Titoisten unterwandert. Gleichzeitig tobte in Asien der Koreakrieg und Stalin erwartete ein Übergreifen der Kriegshandlungen auf Europa, weshalb er unbedingte Loyalität einforderte. Er gab deshalb die Order zur Verfolgung von Verdächtigen in den jeweiligen kommunistischen Machtapparaten aus. Der amerikanische Kommunist Noel Field wurde als Spion bezichtigt und vom ungarischen Geheimdienst aus Prag entführt. Rund um seine Person wurde nun eine Verschwörung konstruiert. Lawrenti Beria beauftragte den ungarischen Parteichef Mátyás Rákosi mit der Aufklärung der Affäre, der im Mai 1949 umgehend seinen Innenminister László Rajk verhaften ließ. Kurz darauf schwappte die Verhaftungswelle auch auf die Tschechoslowakei über. Als einer der ersten wurde 1950 der regionale KP-Chef in Brünn, Otto Šling, verhaftet. In den Kreis der Verdächtigen gelangten nun immer mehr Kommunisten, die den Zweiten Weltkrieg im Exil oder in deutscher Gefangenschaft verbracht hatten. Der Generalsekretär der KSČ Rudolf Slánský konnte trotz persönlicher Verbindung zu Šling kurzfristig die Ermittlungen von sich abwenden, stattdessen geriet nun Geheimpolizeichef Závodský selbst ins Visier. Am 27. Jänner 1951 wurde er verhaftet, gemeinsam mit seinem Stellvertreter Ivo Milén und anderen.
Die Führung der Geheimpolizei SNB war somit ausgeschaltet, wodurch die folgenden Verhaftungswellen erst ermöglicht wurden. Am 23. November 1951 wurde auch Parteichef Rudolf Slánský verhaftet, sowie zahlreiche andere, vor allem ehemalige Spanienkämpfer und Exilanten. In einem Schauprozess wurden nun zahlreiche prominente Kommunisten verurteilt, darunter Außenminister Vladimír Clementis, Vize-Außenminister Artur London, der slowakische Regierungschef Gustáv Husák, Josef Frank, André Simone, Ludvík Frejka und andere. Die tschechoslowakische Wirtschaft wurde komplett auf einen bevorstehenden Krieg umgestellt und die Armee aufgerüstet. Erst nach Stalins Tod im März 1953 und dem Ende des Koreakriegs im Juli 1953 ebbten die Säuberungen ab. Bereits ausgesprochene Todesurteile wurden teilweise in Haftstrafen umgewandelt. Osvald Závodský blieb jedoch in Haft und wurde in einem nun nicht mehr öffentlichen Prozess am 23. Dezember 1953 wegen des Vorwurfs des Verrats und der Sabotage zum Tod verurteilt. Er wurde am 19. März 1954 in Prag durch Hängen hingerichtet. Er war damit das letzte Opfer der Säuberungen, bei dem das Todesurteil vollstreckt wurde.

## Nachwirkung
Im Zuge der durch Chruschtschow ab 1956 einsetzenden Entstalinisierung wurden auch in der Tschechoslowakei die Säuberungen als Irrtum der kommunistischen Partei umgedeutet. Osvald Závodský wurde posthum am 29. Mai 1963 rehabilitiert. Die historische Deutung seiner Person blieb jedoch auch später kontrovers. Zum einen war er eines der Opfer, zum anderen hat er an der kommunistischen Machtergreifung teilgenommen und soll als damaliger Geheimpolizeichef für die Einführung stalinistischer Verhör- und Foltermethoden in der Tschechoslowakei mitverantwortlich gewesen sein.
Die Motive hinter den Säuberungen bleiben jedoch auch nach Ende des Kommunismus umstritten. Eine bedeutende Rolle soll dabei neben dem Abfall Jugoslawiens und des Koreakriegs auch die Neuausrichtung der sowjetischen Politik gegenüber Israel gehabt haben. Im Jahr 1948, bei der Gründung des Staates Israel, kam von Seiten der Sowjetunion noch massive Unterstützung, vor allem in Form von in der Tschechoslowakei produzierten Waffen an die Hagana. Wenig später drehte sich jedoch die sowjetische Politik und tatsächliche oder vermeintliche Sympathisanten des Zionismus gerieten ins Fadenkreuz der stalinistischen Säuberungen, die dezidiert antisemitische Züge annahmen.
Von anderen Historikern werden die Säuberungen auch als interner Machtkampf in der Kommunistischen Partei der Tschechoslowakei (KSČ) gedeutet, in dem die Gruppe jener Kommunisten, die den Krieg in Moskau verbracht hatten, darunter Klement Gottwald, Bruno Köhler und Jarmila Taussigová, die Macht an sich rissen und jegliche interne Opposition liquidierten.